# Арчиле
Арчиле (итал. Arcille) је насеље у Италији у округу Гросето, региону Тоскана.
Према процени из 2011. у насељу је живело 241 становника. Насеље се налази на надморској висини од 48 м.